# Bodnár Béla
Bodnár Béla (Budapest, 1932. augusztus 27. – Székesfehérvár, 1960. május 22.) agronómus, botanikus.

## Életrajza
Az agrártudományi egyetemet 1957-ben fejezte be, majd Székesfehérváron dolgozott, később pedig Seregélyesen tanított.
Székesfehérváron halt meg 27 évesen, 1960. május 22-én.

## Munkássága
Az adventív (jövevény) növényekkel foglalkozott. Közzétette Wierzbicki Péter keszthelyi flórájának ismeretlen kéziratát.

## Főbb munkái
- Lamium orvala a Pilis hegységekben (Jeanplong Józseffel és Priszter Szaniszlóval, Botanikai Közlöny 1956)